# Купон
В маркетинге купон — это билет или документ, который можно использовать или обменять для получения скидки при покупке продукта.

Обычно купоны выпускаются производителями потребительских товаров или розничными продавцами для использования в розничных магазинах в рамках рекламных акций. Они часто широко распространяются по почте, купонным конвертам, журналам, газетам, Интернету (социальные сети, электронная рассылка) или непосредственно у продавца и с помощью мобильных устройств, таких как мобильные телефоны. Поскольку только потребители, которым важна цена чаще тратят время, чтобы воспользоваться скидкой, купоны действуют как форма ценовой дискриминации, позволяя розничным торговцам предлагать более низкую цену тем потребителям, которые в противном случае пошли бы в другое место. Кроме того, купоны также могут быть выборочно ориентированы на региональные рынки, на которых ценовая конкуренция велика.
В правительстве купон — это бумажный сертификат, используемый для получения пособия или разрешения.

## История

### Происхождение
В 1886 году компания The Coca-Cola была зарегистрирована в Атланте, штат Джорджия, с Эйза Кэндлер в качестве одного из партнеров. Он превратил кока-колу из простого тоника в прибыльный бизнес, используя методы рекламы. Рыночная стратегия Кэндлера предполагала распространение бесплатных купонов «Кока-Колы» сотрудниками компании и торговым представителями. Купоны отправляли по почте потенциальным клиентам и размещали в журналах. Компания предоставила автоматам с содовой бесплатный сироп для покрытия расходов на бесплатные напитки. По оценкам, в период с 1894 по 1913 год каждый девятый американец получил бесплатную кока-колу в общем количестве 8 500 000 бесплатных напитков. К 1895 году Кэндлер объявил акционерам, что Coca-Cola подается в качестве напитка в каждом штате США.
В Австралии потребители впервые столкнулись с купонами в 1986 году, когда компания под названием «Shop A Docket» стала продвигать предложения и скидки на задней стороне торговых квитанций.

## Типы и применение
Выгоды которые подразумевает купон могут различаться: скидки, бесплатная доставка, «Купи один, получи второй бесплатно», обмен на выкуп, купоны для новых клиентов, бесплатное пробное предложение, предложения по запуску, праздничные предложения и бесплатные распродажи. Точно так же существуют различные варианты применения купонов, которые включают: стимулирование продаж, снижение цены на конкретный товар или предметы, предоставление бесплатного образца или помощь маркетологам в более четком понимании демографии их клиентов.

### Функция
Купоны могут использоваться для исследования чувствительности к цене различных групп покупателей (путем рассылки купонов с разными значениями в долларах в разные группы). Кроме того, обычно предполагается, что покупатели, которые предпринимают усилия по сбору и использованию купонов, более чувствительны к цене, чем те, кто этого не делает. Следовательно, объявленная цена, уплачиваемая нечувствительными к цене покупателями, может быть увеличена при использовании купонных скидок для поддержания цены для чувствительных к цене покупателей (которые не будут покупать по более высокой цене). 

### Продуктовые купоны
Продуктовые купоны бывают двух основных типов: купоны магазина и купоны производителя.
Купоны магазина — это купонные скидки, предлагаемые для определенного товара или группы товаров. Выпускающий магазин будет принимать свои собственные «купоны магазина», но некоторые магазины также будут принимать купоны магазина, выпущенные конкурентами.
Купоны, выпущенные производителем продукта, могут быть использованы в любом магазине, принимающем купоны, который несет этот продукт.
Купоны производителя имеют преимущество в том, что они продаются в разных магазинах, а не только в одном магазине.
Продуктовые купоны являются стимулом для людей, которые хотят сэкономить деньги, но купоны производителей в первую очередь предназначены для рекламы продуктов и привлечения новых клиентов с помощью финансовых стимулов. Они также могут быть использованы для увеличения продаж газет или других публикаций. Например, люди могут приобрести несколько копий газеты или журнала, чтобы использовать купоны, содержащиеся в них.
Некоторые продуктовые магазины регулярно удваивают стоимость продуктового купона, чтобы показать большую скидку, что влияет как стимул для привлечения клиентов в свои магазины. Кроме того, магазины могут проводить специальные мероприятия, где они удваивают или утраивают скидки в определенные дни или недели. Будет ли конкретная продуктовая сеть удвоить или утроить купоны, обычно зависит от первоначальной стоимости купона. 

### Истечение
У большинства купонов есть срок годности, после которого они не будут приняты. Например, рождественские купоны действительны только в течение рождественской недели. Американские военные комиссары за рубежом награждают производителей купонами на срок до шести месяцев после истечения срока годности. 

## Способы доставки
Клиенты могут получить купоны из различных источников, включая газеты и Интернет, с помощью веб-сайтов, предлагающих бесплатные продуктовые купоны, которые можно распечатать дома и использовать в розничном магазине. Некоторые крупные продуктовые сети также производят цифровые купоны, которые могут быть загружены на карту лояльности розничного продавца дома или в автомате выдачи купонов, расположенном в магазине. В 2011 году пятью наиболее распространенными инструментами для распространения потребительских купонов на упакованные товары в США были: «Свободно стоящая вставка», буклет купонов, распространяемый через газеты и другие источники (89,4 %); распространение в магазине (4,2.%); прямая почтовая рассылка (2,3 %); журналы (1,5 %); и купоны, распространяемые на упаковке или в упаковке продукта (1,3 %). На другие методы распространения приходилось менее 2 % всех распространенных купонов. Существуют веб-сайты, предоставляющие покупателям купоны различных магазинов. Эти сайты собирают купоны из разных источников.

### Печатные СМИ
Обрезка купонов из газет была самым популярным способом получения купонов, хотя купоны Интернета и мобильных телефонов приобретают все большую популярность.
Некоторые предприятия розничной торговли и компании используют методы проверки, такие как уникальные штрих-коды, идентификационные номера купонов, голографические печати и бумага с водяными знаками, в качестве защиты от несанкционированного копирования или использования.
Помимо газет, есть также издатели и продавцы купонных книг, которые собирают ваучеры и купоны в книги, либо для продажи, либо бесплатно.

### Интернет купоны
Интернет-магазины часто называют купоны «кодами купонов», «промокодами», «кодами скидок», «кодами клавиш», «избыточными кодами», «переносимыми кодами», «покупками», «коды ваучеров», «коды вознаграждений», «ваучеры на скидку», «коды рефералов» или «исходные коды». Интернет-купоны обычно предоставляют сниженную стоимость или бесплатную доставку, определенный доллар, процентную скидку или получение кешбека, в то время как некоторые предлагают поощрять потребителей покупать определенные продукты или покупать у определенных розничных продавцов. Поскольку бумажные купоны было бы трудно распространять и использовать, как правило, секретные слова или коды раздаются потребителям для ввода при оформлении заказа. Маркетологи могут использовать разные коды для разных каналов или групп, чтобы дифференцировать показатели отклика.

### Мобильные купоны
Мобильный купон — это электронный билет, запрошенный и/или доставленный на мобильный телефон, который можно обменять на финансовую скидку или скидку при покупке товара или услуги. Купоны обычно выпускаются производителями потребительских товаров или розничными торговцами, которые используются в розничных магазинах в рамках стимулирования сбыта. Они часто распространяются через WAP Push через SMS или MMS, через технологию GEO Fencing или другие мобильные средства. Покупатель выкупает купон в магазине или онлайн. В некоторых случаях клиенты могут использовать мобильный купон в точке продажи. Некоторые розничные продавцы могут направить выкуп в расчетную палату для окончательной обработки.
Уникальность мобильных купонов заключается в том, что в них хранится информация об их сроке действия, который зачастую не действует по истечении срока действия самих купонов, что вызывает фактические покупки в более поздние сроки. Исследователи подозревают, что это вызвано активностью мобильного устройства.
Мобильные купоны пользуются популярностью среди клиентов быстрого питания в США. Основными факторами успеха для SMS-кампаний являются размер скидки, то, как определяется размер скидки (в качестве подарка или в процентах) и время проведения кампании. 
Многие розничные продавцы поддерживают погашение почтовых и бумажных купонов через мобильные устройства. В дополнение к распространению таких предложений через собственные списки адресов электронной почты, подписки на SMS и приложения, они также часто становятся доступными через приложения купонов.

### Купоны для мобильных приложений
Купон мобильного приложения может быть либо обычным купоном на погашение (значение скидки или процент скидки), используемым при оформлении заказа, распространяемым создателями приложения, либо уникальными персональными кодами обмена, которыми владеет каждый пользователь, для привлечения новых пользователей с реферальными преимуществами (например, Airbnb, Uber). Последняя форма требует личного обмена от имени пользователей в их личных сетях.

## Налогообложение
В зависимости от юрисдикции, купоны могут или не могут уменьшить налог с продаж, который должен быть оплачен потребителем. Это часто определяется тем, кто спонсирует купон. Если купон выпущен продавцом, продукт никогда не предлагался по первоначальной цене, и купон представляет собой уменьшение уплаченной суммы и налога. Если купон выпущен производителем, первоначальная цена все еще выплачивается, но часть цены покрывается производителем, а не потребителем, и полная цена остается налогооблагаемой. Это имеет место с коробками конвертеров, имеющих право на купон в Соединенных Штатах, которые частично компенсируют принудительное преобразование в цифровое телевидение .

## Торговый
Производители купонов могут или не могут устанавливать ограничения на купоны, ограничивая их переносимость, чтобы купоны оставались на целевом рынке. Поскольку такие ограничения не являются универсальными и их трудно и/или дорого применять, в отрасли допускается торговля ограниченным купоном. Клубы организованного обмена купонов обычно встречаются в регионах, где распространяются купоны. Часто купоны доступны для покупки на некоторых онлайн-сайтах, но, поскольку большинство купонов не разрешено продавать, плата считается за время и усилия, приложенные для их выкупа.

## Рекомендации
1. ↑  Geuss (October 2010), First Coupon Ever
2. ↑  The Chronicle Of Coca-Cola: The Candler Era. Coca-Cola Company. Дата обращения: 20 июля 2016. Архивировано 10 июля 2016 года.
3. ↑  Grey, Justin. Meet the king of Australia’s docket advertising industry. My Business (Australia). Дата обращения: 20 июля 2016. Архивировано 20 августа 2016 года.
4. ↑  McKenzie, Richard B. Why Popcorn Costs So Much at the Movies: And Other Pricing Puzzles. ISBN 978-0-387-76999-8, 2008.
5. ↑  [couponing.about.com/od/groceryzone/a/doublecoupons.htm Grocery Stores That Double Coupons]. Дата обращения: 15 февраля 2019. Архивировано 19 сентября 2009 года.Retrieved=2010/04/13
6. ↑  Reed, Charlie. AAFES, DeCA still accepting expired coupons. Stars and Stripes. Дата обращения: 1 июля 2013. Архивировано 28 марта 2014 года.
7. 1 2   Banerjee, Sy, and Yancey Scott (2010), «Улучшение погашения мобильного купона в кампаниях быстрого питания», журнал исследований в области интерактивного маркетинга , Vol. 4 Вып .: 2, с.97 — 110
8. ↑   Банерджи, Syagnik (Sy), Poddar Amit, Янсите, Скотт и Mc Dowell Danielle (2011), «Измерение Нематериальные Влияния M-купон Кампании по Non-Искупителям» Журнал исследований в области интерактивного маркетинга, предстоящих.